# التعليم في باكستان

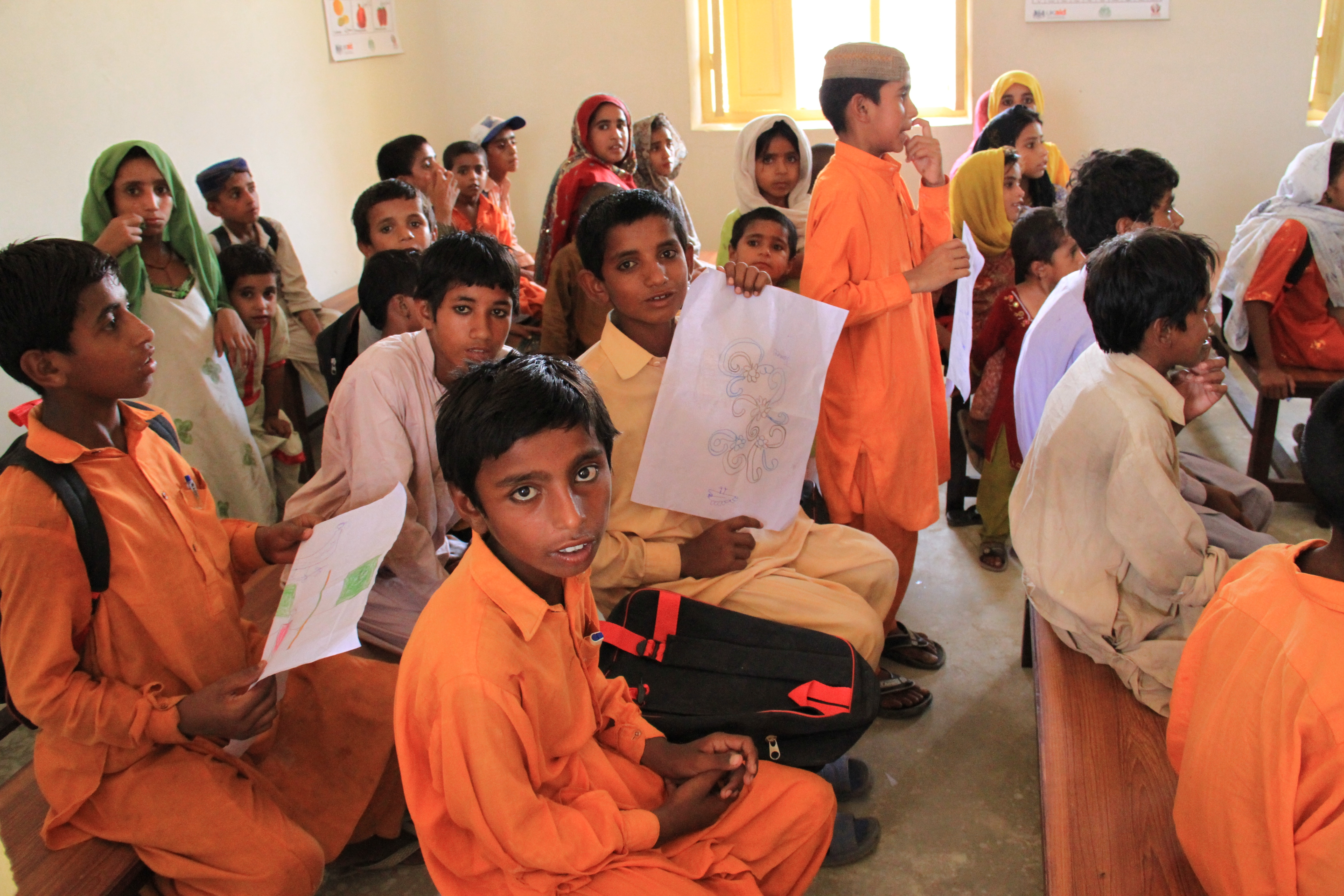
مدرسة ابتدائية في إحدى قرى إقليم السند

يشرف على نظام التعليم في باكستان الوزارة الاتحادية للتعليم والحكومات الإقليمية، في حين تقتصر مساهمة الحكومة الفيدرالية أساسًا على تطوير المناهج الدراسية والاعتماد الأكاديمي وتمويل البحث والتطوير. تنص المادة 25-أ من دستور باكستان على أن من واجب الدولة توفير تعليم مجاني وإلزامي عالي الجودة للأطفال الذين تتراوح أعمارهم بين 5 و16 سنة: «توفر الدولة التعليم المجاني والإلزامي لجميع الأطفال الذين تتراوح أعمارهم بين خمس وست عشرة سنة، بالطريقة التي يحددها القانون».
يُقسَّم نظام التعليم في باكستان عمومًا إلى ست مراحل: التوجيه قبل المدرسي (من سن 3 إلى 5 سنوات) والتعليم الأساسي (من الصف الأول إلى الخامس) والتعليم الإعدادي (من الصف السادس إلى الثامن) والتعليم الثانوي (الصفان التاسع والعاشر، وتنتهي هذه المرحلة بشهادة الثانوية العامة) والمرحلة المتقدمة أو الثانوية العليا (الصفان الحادي عشر والثاني عشر، وتنتهي هذه المرحلة بشهادة الثانوية العليا) والبرامج الجامعية التي تقود إلى درجات البكالوريوس والدراسات العليا. تتولى لجنة التعليم العالي مسؤولية جميع الجامعات والمعاهد التي تمنح الدرجات الأكاديمية. تأسست هذه اللجنة عام 2002 برئاسة عطاء الرحمن أول رئيس لها.
ما تزال باكستان تمتلك معدل محو أمية منخفضًا مقارنةً بالعديد من الدول الأخرى. وفقًا لإحصاءات عام 2022، تتراوح معدلات الإلمام بالقراءة والكتابة في باكستان بين 96% في إسلام آباد و23% في منطقة تورغار. تختلف هذه المعدلات باختلاف الجنس والمنطقة، ففي المناطق القبلية تبلغ نسبة الإلمام بالقراءة والكتابة لدى الإناث 9.5% فقط، بينما تصل النسبة في آزاد كشمير إلى 91%. تُعد باكستان ثاني أكبر دولة في العالم من حيث عدد الأطفال غير الملتحقين بالمدارس، إذ يبلغ عددهم 22.8 مليون طفل، وتأتي بعد نيجيريا مباشرةً في هذا التصنيف. تُظهر البيانات أن باكستان تواجه تحديًا كبيرًا في معدلات البطالة، لا سيما بين الشباب المتعلّم، إذ يتجاوز معدل البطالة بينهم 31%. تمثل النساء 51% من إجمالي العاطلين عن العمل، ما يسلط الضوء على الفجوة بين الجنسين في فرص التوظيف. حتى عام 2021، تخرّج باكستان نحو 445,000 خريج جامعي سنويًا، من بينهم 25,000-30,000 خريج في مجال علوم الحاسوب.

## مراحل التعليم الرسمي

### التعليم الأساسي
لا يُكمل التعليم الأساسي في باكستان سوى نحو 67.5% من الأطفال. يعتمد النظام الوطني القياسي للتعليم أساسًا على النظام التعليمي البريطاني. يُصمم التوجيه قبل المدرسي للأطفال الذين تتراوح أعمارهم بين 3 و5 سنوات، ويتكون عادةً من ثلاث مراحل: مجموعة اللعب ما قبل المدرسة والحضانة وروضة الأطفال. بعد مرحلة التوجيه قبل المدرسي، ينتقل الطلاب إلى المدرسة الابتدائية من الصف الأول حتى الصف الخامس، تليها المدرسة الإعدادية من الصف السادس حتى الثامن. في المرحلة الإعدادية، يفضّل المجتمع الباكستاني عادةً الفصل بين الجنسين، إلا أن التعليم المختلط شائع في المدن. يعتمد المنهج الدراسي عادةً على سياسة كل مؤسسة تعليمية، لكن توجد ثمانية تخصصات رئيسية تُدرَّس على نطاق واسع، وهي:
- الفنون
- دراسات الحاسوب وتقانة المعلومات والاتصالات
- العلوم العامة (تتضمن الفيزياء والكيمياء وعلم الأحياء)
- اللغات والآداب الحديثة (مثل الأردية والإنجليزية)
- الرياضيات
- التربية الدينية (مثل الدراسات الإسلامية)
- الدراسات الاجتماعية (تتضمن دراسة المواطنة والجغرافيا والتاريخ والاقتصاد وعلم الاجتماع وأحيانًا بعض عناصر القانون والسياسة والتربية الشخصية والاجتماعية والصحية والاقتصادية)
- دراسات باكستان (تشمل أيضًا دراسة المواطنة والجغرافيا والتاريخ والاقتصاد وعلم الاجتماع، وأحيانًا بعض عناصر القانون والسياسة والتربية الشخصية والاجتماعية والصحية والاقتصادية الخاصة بباكستان).[9]

### التعليم الثانوي
يبدأ التعليم الثانوي في باكستان من الصف التاسع ويستمر أربع سنوات. في نهاية كل عام دراسي، يُطلب من الطلاب اجتياز امتحان وطني تُشرف عليه هيئة التعليم الثانوي والمتوسط الإقليمية.
عند الانتهاء من الصف التاسع، يُتوقع من الطلاب تقديم اختبار موحد في الجزء الأول من كل مادة دراسية أكاديمية ويُعرف باسم إس إس سي-I. في نهاية الصف العاشر، يقدمون اختبارات الأجزاء الثانية من نفس المواد وتعرف باسم إس إس سي-II. بعد النجاح في هذه الامتحانات، يُمنح الطلاب شهادة الثانوية العامة (إس إس سي). عادةً ما يتضمن المنهج الدراسي مزيجًا من ثمان مواد تشمل المواد الاختيارية (مثل الأحياء والكيمياء والحاسوب والفيزياء) إضافة إلى المواد الإلزامية (مثل الرياضيات واللغة الإنجليزية واللغة الأردية والدراسات الإسلامية ودراسات باكستان). تتكون امتحانات إس إس سي من 1100 درجة موزعة بين الصفين التاسع والعاشر. توزع الدرجات في كل عام كالتالي: 75 درجة لكل من الرياضيات واللغة الإنجليزية واللغة الأردية، و50 درجة للدراسات الإسلامية (أو الأخلاق للطلاب غير المسلمين) ودراسات باكستان، و65 درجة للمواد العلمية (الأحياء والكيمياء والفيزياء). تُخصص 90 درجة إضافية للتجارب العملية (30 درجة لكل مادة علمية). بعد ذلك، ينتقل الطلاب إلى الكلية المتوسطة لإكمال الصفين الحادي عشر والثاني عشر. بنهاية العامين، يقدمون اختبارات موحّدة في موادهم الدراسية وهي إتش إس إس سي-I وإتش إس إسي سي-II. عند اجتياز هذه الامتحانات بنجاح، يحصل الطلاب على شهادة التعليم الثانوي الأعلى (إتش إس إس سي). يُعرف هذا المستوى من التعليم أيضًا باسم إف إس سي أو إف إيه أو آي سي إس أو المرحلة المتوسطة. هناك العديد من المسارات التي يمكن للطلاب اختيارها في الصفين الحادي عشر والثاني عشر، مثل دراسات ما قبل الطب ودراسات ما قبل الهندسة والعلوم الإنسانية (أو العلوم الاجتماعية) وعلوم الحاسوب والتجارة. يتكوّن كل مسار من ثلاث مواد اختيارية إضافةً إلى ثلاث مواد إلزامية وهي اللغة الإنجليزية واللغة الأردية والدراسات الإسلامية (في الصف الحادي عشر فقط)، ودراسات باكستان (في الصف الثاني عشر فقط).

### التعليم الفني والمهني
للتعليم دور حيوي في الدول النامية من خلال نقل مهارات الحياة الأساسية إلى المواطنين المستقبليين. بعد إلغاء التعديل الثامن عشر عام 2010، أصبحت هناك مزيد من الصلاحيات المتاحة للأفراد في مجالي الرعاية الصحية والتعليم. حظي التدريب الفني والمهني باهتمام متزايد، لأنه يُسهم في إعداد الطلاب لسوق العمل المستقبلي. تتضمن دروس التدريب الفني والمهني أيضًا موضوعات مثل إدارة الأموال والممارسات الصحية الشخصية والعائلية والمعلومات المتعلقة بالإلكترونيات والكهرباء والرعاية الصحية. تشمل التحديات التي يواجهها القادة في باكستان توفير إدارة فعّالة لمراكز التدريب الفني والمهني، وتأمين رواتب كافية للمعلمين، وتوظيف معلمين ذوي كفاءة، وتحديث المناهج وتحقيق العدالة في الوصول إليها. تتمثل الأهداف الرئيسية للتدريب الفني والمهني في الاستثمار في القوى العاملة الوطنية لتحفيز الاقتصاد وإعادة توزيع الثروة.